# Pectiniunguis argentinensis
Pectiniunguis argentinensis är en mångfotingart som beskrevs av Pereira och Coscarón 1975. Pectiniunguis argentinensis ingår i släktet Pectiniunguis och familjen småjordkrypare. Inga underarter finns listade i Catalogue of Life.